# Cat (Unix)
cat是unix系統下用來檢視檔案連續內容用的指令，字面上的含意是「concatenate」(連續)的縮寫。除了用來作為顯示檔案內容外，cat指令也可用於標準串流上的處理，如將顯示的訊息轉入或附加另一檔案上。

## 範例
查看一個名為 TEXT的文字檔內容。
```
cat
 
TEXT.txt

```

```
cat
 
TEXT.txt
 
>
 
TEXT2.txt

cat
 
TEXT.txt
 
>>
 
TEXT3.txt

```

在標準輸出架構下，將TEXT.txt的內容完全覆寫在檔案TEXT2.txt上；或用轉向附加的方式將TEXT.txt內容補在檔案TEXT3.txt內容後方。